# Ilona Štěpánová-Kurzová

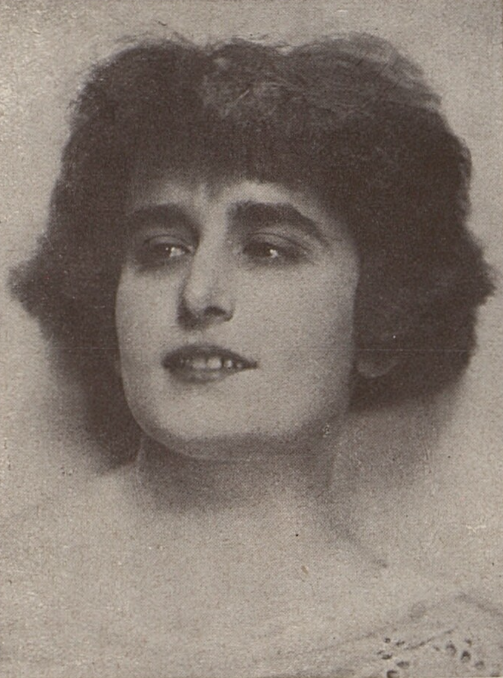
Ilona Štěpánová-Kurzová (1927)

Ilona Štěpánová-Kurzová (Ilona Kurz)  (* 19. November 1899 in Lemberg; † 25. September 1975 in Prag) war eine tschechische Pianistin und Klavierlehrerin.
Sie gehörte zu den führenden Repräsentanten der tschechischen Klavierschule. Die Musikwelt kennt sie vor allem als anerkannte und gesuchte Pädagogin, die eine Anzahl von hervorragenden Interpreten ausbildete. Ihre beachtenswerte Konzertkarriere ist heute weniger bekannt, obwohl Ilona Štěpánová in ihrer Zeit zu den Künstlern von europäischer Bedeutung gehörte.

## Leben
Ilona Kurzová wuchs als einzige Tochter der Klavierpädagogen Vilém Kurz und Růžena Kurzová in einer Musikerfamilie auf. Klavier spielen lernte sie schon von klein auf bei ihren Eltern. Ihr Konzertdebüt in Lemberg feierte sie noch vor ihrem zehnten Geburtstag mit Mozarts Krönungskonzert D-Dur mit dem Wiener Tonkünstler-Orchester unter Führung von Oskar Nedbal. Dieses Konzert wurde noch in Wien und in Prag wiederholt.
Ab 1911 folgte eine rege Konzerttätigkeit, die bis in die 1930er Jahre anhielt. Kurzová spielte unzählige Konzerte als Solistin mit bekannten Orchestern und Kammerensembles (u. a. mit dem Böhmischen Streichquartett, dem Ševčík-Quartett und dem Prager Streichquartett) in der Heimat und im Ausland (Polen, Deutschland, Österreich, Niederlande).
Ihr Repertoire schloss elf Klavierkonzerte und die Hauptwerke der Weltliteratur aller Stilepochen ein. Bekannt wurde sie vor allem durch ihre Interpretation der Kompositionen von Frédéric Chopin. Aus der tschechischen Klavierliteratur spielte sie vor allem Werke von Josef Suk, Vítězslav Novák, Bedřich Smetana, Antonín Dvořák, aber auch die Kompositionen von zeitgenössischen tschechischen Komponisten wie Karel Boleslav Jirák und Boleslav Vomáčka. Eine Reihe von Kompositionen stellte sie in der Uraufführung vor, darunter Dvořáks Klavierkonzert g-moll (1919 im Arrangement von V. Kurz unter der Leitung von Václav Talich), Janáčeks Concertino (Brünn, 16. Februar 1926) und Sergej Prokofjews Klavierkonzert Nr. 3 C-Dur (Prag 1926).
Die Heirat mit dem tschechischen Pianisten, Komponisten, Pädagogen und Musikwissenschaftler Václav Štěpán (1924) bedeutete für die Pianistin eine weitere Bereicherung ihrer öffentlichen Tätigkeit, die Hinwendung zur Interpretation zeitgenössischer Musik und viele selbständige Konzerte aus der Literatur für zwei Klaviere.
Stepanovas pädagogische Anlagen machten sich schon in ihrem Jugendalter bemerkbar, deshalb war es ganz natürlich, dass sie später ihre Aufmerksamkeit gerade dieser Tätigkeit widmete. Nach dem Tod ihres Mannes (1944) übernahm sie seine Schüler an der Meisterschule des Prager Konservatoriums, nach dem Tod ihres Vaters gingen auch dessen Schüler zu ihr über. Seit 1946 wurde sie Professorin an der Akademie der musischen Künste in Prag. Zu ihren Schülern zählen Ivan Moravec, Mirka Pokorná, Ilja Hurník, Anna Machová, Zdeněk Hnát, Dagmar Baloghová, Zorka Lochmanová, Jaroslav Jiránek und Viera Janárčeková. Der Lehrtätigkeit widmete sie den ganzen Rest ihres Lebens.
Die Familientradition setzte ihr Sohn Pavel Štěpán fort. Von ihrem Vater übernahm die Pianistin die Achtung für den Willen des Komponisten (exakte Interpretation des Notenbilds, Respekt vor dem eigenen Stil des Komponisten) sowie klangvolle Kantilenen und brillante technische Ausführung.
Die tschechische Klavierschule bereicherte sie um tiefes inneres Erlebnis, Farbigkeit und Plastizität der Anschlagnuancen.

## Lehrwerk „Klaviertechnik“
Štěpánovás Sammlung von technischen Studien mit methodischer Erläuterung („Klaviertechnik“, Prag 1979) knüpft teilweise an das Werk „Technische Grundlagen des Klavierspieles“ (Prag 1924) ihres Vaters V. Kurz an, die stellenweise auch zitiert werden. Die einzelnen Komponenten der Klaviertechnik zerlegt sie in kleinste Einzelheiten; dabei geht sie von Beispielen aus der Konzertliteratur aus. Jedes der achtzehn Kapitel beschäftigt sich mit einem technischen Problem in progressiv geordneten Übungen.